# Fédération royale marocaine de taekwondo
La Fédération royale marocaine de taekwondo a été créée en 1981 dans le but de veiller au développement et à la promotion du taekwondo au Maroc. C'est la seule institution mandatée et habilitée par l'état à décerner les titres officiels et à représenter les associations auprès des pouvoirs publics, de la commission olympique nationale et des fédérations sportives nationales, continentales et internationales.

## Introduction du Taekwondo au Maroc
Deux étudiants coréens habitaient dans le campus à Fès, ils pratiquaient un art "exotique" en 1971 ce qui a suscité l'intérêt de quelques étudiants marocains. En 1979, le Maroc occupe la 9e place parmi les 46 pays participants. Dès lors, il a été jugé nécessaire de créer une fédération de taekwondo indépendante de la fédération royale marocaine de judo et arts martiaux assimilés à laquelle elle appartenait auparavant.[réf. nécessaire]